# Salix chaenomeloides
Salix chaenomeloides ist ein kleiner Baum aus der Gattung der Weiden (Salix) mit dunkelbraunen oder rötlich braunen Ästen. Die Blattspreiten haben Längen von 4 bis 8 Zentimetern. Das natürliche Verbreitungsgebiet der Art liegt in Japan, Korea und China.

## Beschreibung

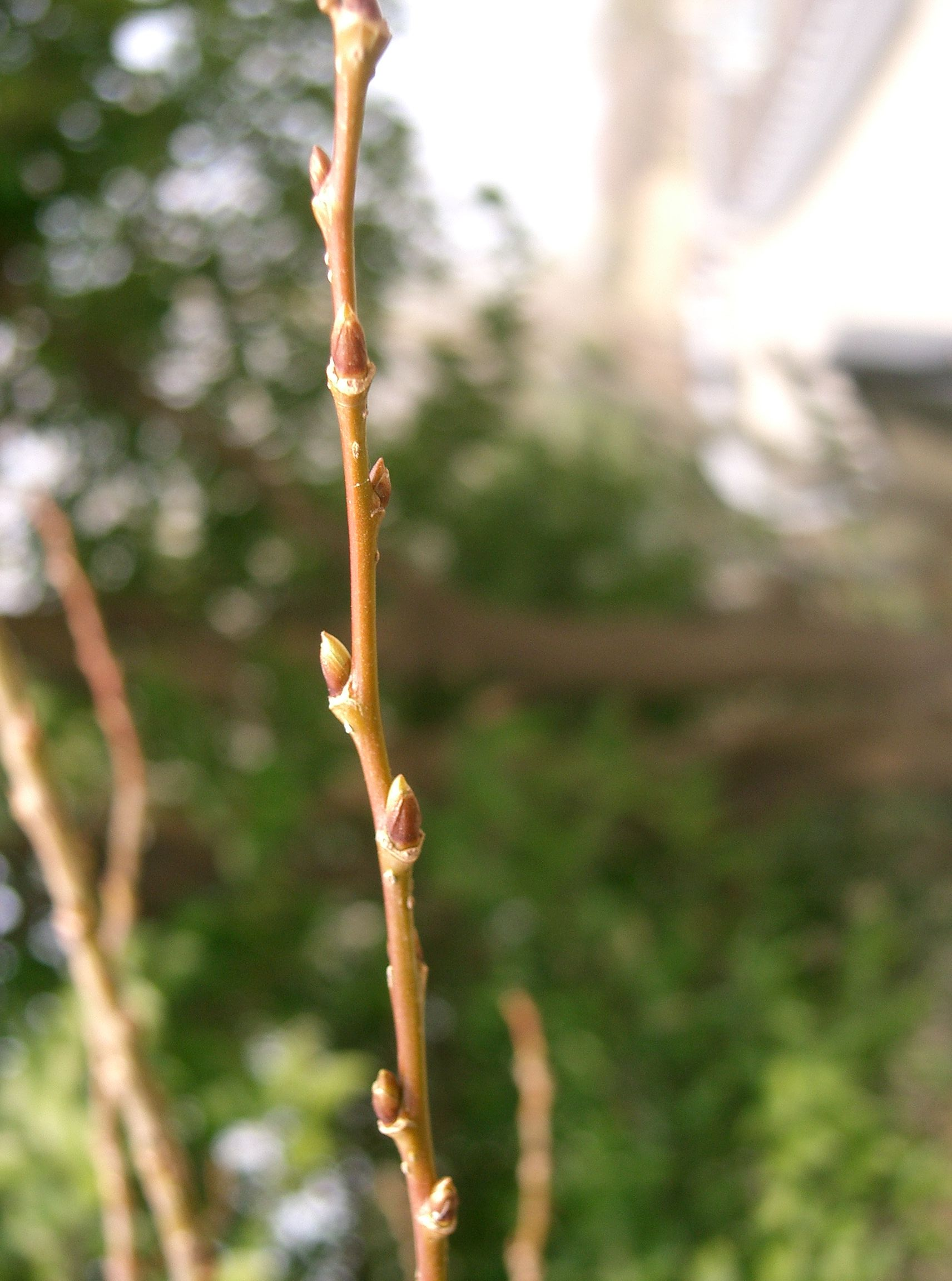
Zweig mit Knospen

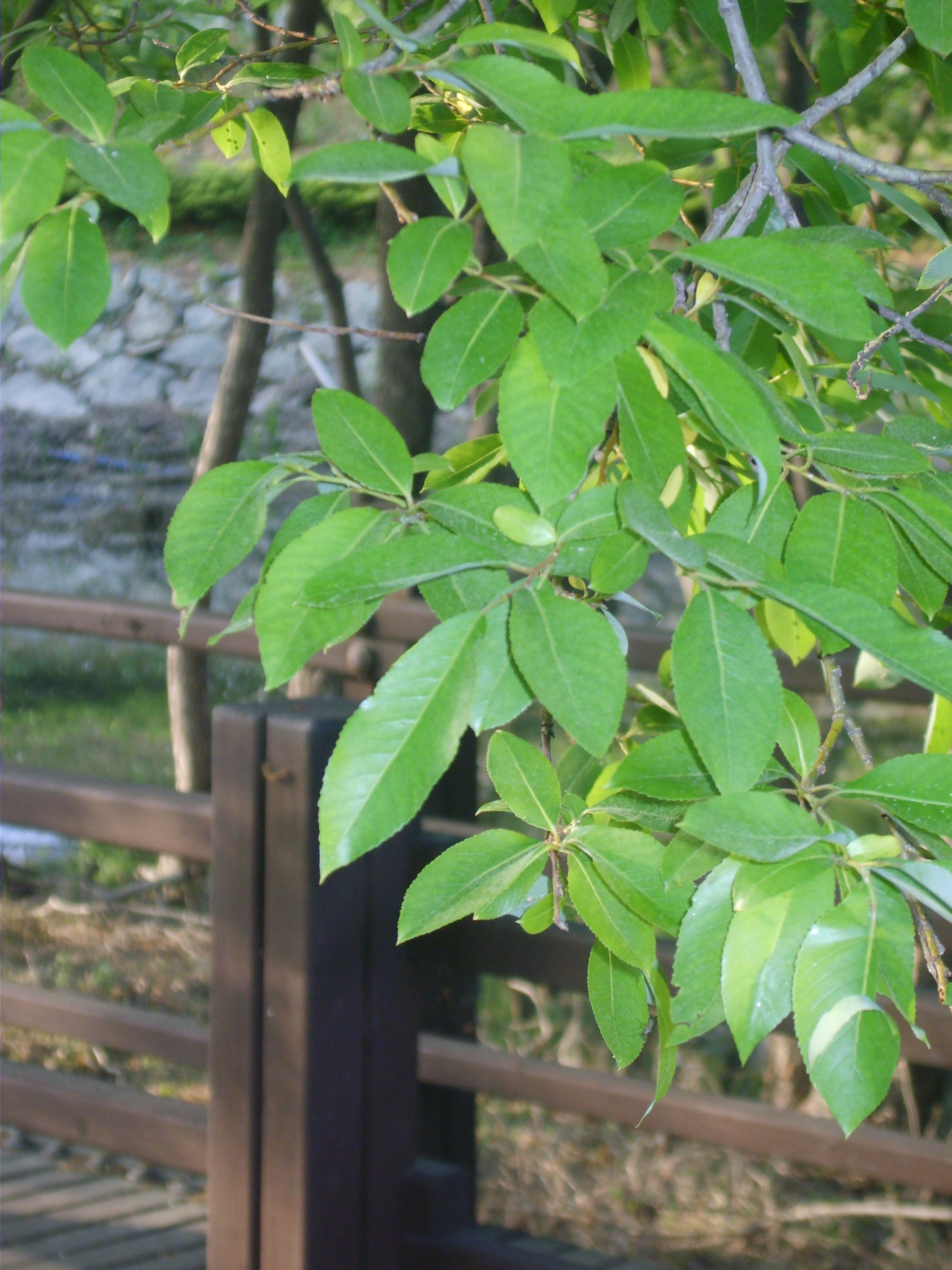
Blätter

Salix chaenomeloides ist ein kleiner Baum mit dunkelbraunen oder rötlich braunen, glänzenden Ästen. Die Laubblätter haben einen 5 bis 12 Millimeter langen, anfangs flaumhaarigen und später verkahlenden, mit Drüsen besetzten Stiel. Blätter mit Nebenblättern haben halbrunde oder nierenförmige, drüsig gesägte und früh abfallende Blattspreiten. Sonst ist die Blattspreite elliptisch, eiförmig oder elliptisch-lanzettlich, 4 bis 8 Zentimeter lang und 1,8 bis 3,5 selten 4 Zentimeter breit, spitz mit keilförmiger, selten gerundeter oder herzförmiger Basis und drüsig gesägtem oder gezähntem Blattrand. Beide Seiten sind kahl, die Oberseite ist grün, die Unterseite blass oder graugrün.
Die männlichen Blütenstände sind 4 bis 5 Zentimeter lange Kätzchen. Der Blütenstandsstiel und die Blütenstandsachse sind daunig behaart. Die Tragblätter sind eiförmig und etwa 1 Millimeter lang. Männliche Blüten haben häufig fünf Staubblätter, die Staubfäden sind etwa 2 Millimeter lang und an der Basis fein behaart, die Staubbeutel sind gelb und rundlich. Die weiblichen Kätzchen sind 4 bis 5,5 Zentimeter lang bei einem Durchmesser von etwa 1 Zentimeter. Der Blütenstandsstiel ist etwa 2 Zentimeter lang, die Blütenstandsachse ist filzig behaart. Die Tragblätter sind elliptisch-verkehrt-eiförmig. Weibliche Blüten haben zwei Nektardrüsen, eine große adaxiale und eine kleine abaxiale. Der Fruchtknoten ist lang gestielt, schmal eiförmig und kahl. Die Narbe ist kopfig oder ausgerandet. Als Früchte werden eiförmig-elliptische, 3 bis 7 Millimeter lange Kapseln gebildet. Salix chaenomeloides blüht im April, die Früchte reifen im Mai.

## Vorkommen
Das natürliche Verbreitungsgebiet liegt in Japan, auf der Koreanischen Halbinsel und in den chinesischen Provinzen Hebei, Jiangsu, Liaoning, Shaanxi und Sichuan. Sie wächst in China in Höhen unter 1100 Metern.

## Systematik
Salix chaenomeloides ist eine Art aus der Gattung der Weiden (Salix) in der Familie der Weidengewächse (Salicaceae). Dort wird sie der Sektion Wilsonia zugeordnet. Sie wurde 1938 von Arika Kimura erstmals wissenschaftlich beschrieben. Der Gattungsname Salix stammt aus dem Lateinischen und wurde schon von den Römern für verschiedene Weidenarten verwendet.
Es werden zwei Varietäten unterschieden:
Salix chaenomeloides var. chaenomeloides: Die Drüsen des Blattstiels sind nicht blattförmig, der Blattrand ist gesägt, die Basis Keilförmig.
Salix chaenomeloides var. glandulifolia (C.Wang & C.Y.Yu) C.F.Fang: Die Drüsen des Blattstiels sind blattförmig, der Blattrand ist gezähnt, die Basis abgerundet oder selten herzförmig.

## Nachweise